# Hoplitis sordida
Hoplitis sordida är en biart som först beskrevs av Raymond Benoist 1929.  Hoplitis sordida ingår i släktet gnagbin, och familjen buksamlarbin. Inga underarter finns listade i Catalogue of Life.